# Подаровське (заказник)
Подаровське — гідрологічний заказник місцевого значення в Україні. Розташований у межах Бобровицької міської громади Ніжинського району Чернігівської області на північний схід від с. Бервиця (Київська область).
Площа — 17 га. Статус присвоєно згідно з рішенням Чернігівського облвиконкому від 27.12.1984 року. № 454. Перебуває у віданні ДП «Ніжинське лісове господарство» (Коляжинське лісництво, кв. 94, 95).
Охороняється низинне болото з заростями осоки, оточене ділянками дубового та соснового лісу. Заказник має велике значення в регулюванні рівня ґрунтових вод прилеглих територій.